# Ana Navarro

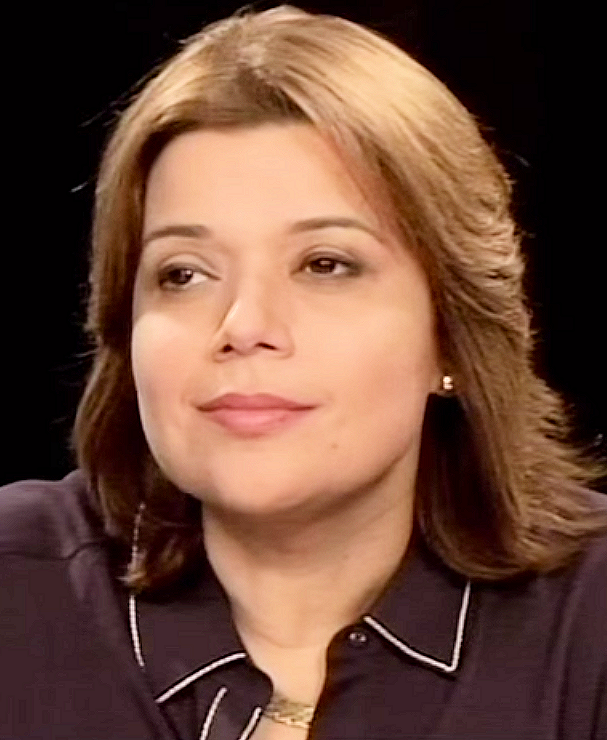
Ana Navarro

Ana Navarro Flores (Chinandega, 28 december 1971) is een Nicaraguaans-Amerikaanse Republikeinse stratege en politiek commentator voor diverse media, waaronder CNN, CNN en Espanol, ABC News, Telemundo en The View.
Als toegewijd Republikein heeft zij zich gedurende de campagne en het eerste halfjaar van diens ambtsperiode ontwikkeld tot een spraakmakend critica van president Donald Trump.
Navarro werd geboren in Nicaragua en verhuisde in 1980 met haar ouderlijk gezin naar de Verenigde Staten. Ze volgde de Carrolton school van het Heilig Hart, een katholieke school voor voorbereidend academisch onderwijs voor meisjes in Coconut Grove, een wijk van Miami. Daar behaalde zij in 1993 een graad in Latijns-Amerikaanse studies en politieke wetenschappen. In 1997 behaalde ze een juridisch doctoraat aan de St. Thomas University Law School van de University of Miami. Zij woont tegenwoordig ook in Miami.
Navarro werkte in een aantal Republikeinse administraties, waaronder in 1998 voor het transitieteam van de gouverneur van Florida Jeb Bush. In 2008 diende ze als plaatsvervangend hoofd van de landelijk Spaanstalige Adviesraad voor de Republikeinse presidentskandidaat John McCain. In 2016 werkte ze mee aan de campagne voor de Republikeinse kandidatuur van Jeb Bush voor de presidentsverkiezing.
In oktober 2016 haalde zij de krantenkoppen toen zij forse kritiek uitte op presidentskandidaat Donald Trump, en Republikeinse leiders opriep om Trump uit te sluiten. Zij bekritiseerde Trumps uitlatingen over immigranten en maakte hem zowel in het Engels als in het Spaans ("Es un racista") uit voor racist.
Op 7 november 2016, maakte zij bekend dat zij haar stem had uitgebracht op de Democratische presidentskandidaat Hillary Clinton. Hoewel Navarro een volbloed Republikein is, is zij hartstochtelijk anti-Trump. De doorslag voor haar om op Hillary Clinton te stemmen ontstond toen zij zag hoe close de race in Florida was geworden.